# Élections législatives de 2022 en Guyane
Les élections législatives françaises de 2022 se déroulent les 11 et 18 juin. En Guyane, deux députés sont à élire dans le cadre de deux circonscriptions.

## Contexte

### Résultats de l'élection présidentielle de 2022 par circonscription
| Circonscription | 1er tour | 1er tour | 1er tour  |         | 2d tour | 2d tour |
| Circonscription | Macron   | Le Pen   | Mélenchon | Macron  | Le Pen  |         |
| --------------- | -------- | -------- | --------- | ------- | ------- | ------- |
| Circonscription |          |          |           |         |         |         |
| 1re             | 14,48 %  | 18,34 %  | 49,13 %   | 37,97 % | 62,03 % |         |
| 2e              | 13,77 %  | 16,47 %  | 53,18 %   | 41,39 % | 58,61 % |         |

## Système électoral
Les élections législatives ont lieu au scrutin uninominal majoritaire à deux tours dans des circonscriptions uninominales.
Est élu au premier tour le candidat qui réunit la majorité absolue des suffrages exprimés et un nombre de voix au moins égal au quart (25 %) des électeurs inscrits dans la circonscription. Si aucun des candidats ne satisfait ces conditions, un second tour est organisé entre les candidats ayant réuni un nombre de voix au moins égal à un huitième des inscrits (12,5 %) ; les deux candidats arrivés en tête du premier tour se maintiennent néanmoins par défaut si un seul ou aucun d'entre eux n'a atteint ce seuil. Au second tour, le candidat arrivé en tête est déclaré élu.
Le seuil de qualification basé sur un pourcentage du total des inscrits et non des suffrages exprimés rend plus difficile l'accès au second tour lorsque l'abstention est élevée. Le système permet en revanche l'accès au second tour de plus de deux candidats si plusieurs d'entre eux franchissent le seuil de 12,5 % des inscrits. Les candidats en lice au second tour peuvent ainsi être trois, un cas de figure appelé « triangulaire ». Les second tours où s'affrontent quatre candidats, appelés « quadrangulaire » sont également possibles, mais beaucoup plus rares.

### Partis et nuances
Les résultats des élections sont publiées en France par le ministère de l'Intérieur, qui classe les partis en leur attribuant des nuances politiques. Ces dernières sont décidées par les préfets, qui les attribuent indifféremment de l'étiquette politique déclarée par les candidats, qui peut être celle d'un parti ou une candidature sans étiquette.
En 2022, seuls les coalitions Ensemble (ENS) et Nouvelle Union populaire écologique et sociale (NUP), ainsi que le Parti radical de gauche (RDG), l'Union des démocrates et indépendants (UDI), Les Républicains (LR), le Rassemblement national (RN) et Reconquête (REC) se voient attribués des nuances propres,,.
Tous les autres partis se voient attribués l'une ou l'autre des nuances suivantes : DXG (divers extrême gauche), DVG (divers gauche), ECO (écologiste), REG (régionaliste), DVC (divers centre), DVD (divers droite), DSV (droite souverainiste) et DXD (divers extrême droite). Des partis comme Debout la France ou Lutte ouvrière ne disposent ainsi pas de nuances propres, et leurs résultats nationaux ne sont pas publiés séparément par le ministère, car mélangés avec d'autres partis (respectivement dans les nuances DSV et DXG),.

## Résultats

### Élus
| Circonscription | Député sortant | Parti ou nuance | Parti ou nuance | Groupe       | Député élu ou réélu | Parti ou nuance | Parti ou nuance | Groupe |
| --------------- | -------------- | --------------- | --------------- | ------------ | ------------------- | --------------- | --------------- | ------ |
| 1re             | siège vacant   | siège vacant    | siège vacant    | siège vacant | Jean-Victor Castor  |                 | MDES            | GDR    |
| 2e              | Lénaïck Adam   |                 | LREM - GR       | LREM         | Davy Rimane         |                 | DVG             | GDR    |

### Taux de participation
| Taux de participation | 1er tour | 1er tour | 1er tour   | 2d tour | 2d tour | 2d tour    | Différence entre les deux tours |
| Taux de participation | En 2017  | En 2022  | Différence | En 2017 | En 2022 | Différence | Différence entre les deux tours |
| --------------------- | -------- | -------- | ---------- | ------- | ------- | ---------- | ------------------------------- |
| À midi                | 10,33 %  | 12,05 %  | 1,72       | 12,19 % | 13,14 % | 0,95       | 1,09                            |
| À 17 heures           | 20,69 %  | 22,84 %  | 2,15       | 21,81 % | 25,56 % | 3,75       | 2,72                            |
| Final                 | 24.80 %  | 26,73 %  | 1,93       | 31,75 % | 31,60 % | 0,15       | 4,87                            |

### Résultats à l'échelle de la collectivité

#### Résultats par coalition
| Parti et coalition                                           | Parti et coalition                                           | Parti et coalition                                           | Premier tour | Premier tour | Premier tour | Second tour   | Second tour   | Second tour | Total Sièges | +/-           |
| Parti et coalition                                           | Parti et coalition                                           | Parti et coalition                                           | Voix         | %            | Sièges       | Voix          | %             | Sièges      | Total Sièges | +/-           |
| ------------------------------------------------------------ | ------------------------------------------------------------ | ------------------------------------------------------------ | ------------ | ------------ | ------------ | ------------- | ------------- | ----------- | ------------ | ------------- |
|                                                              |                                                              | Sans étiquette                                               | 3 822        | 14,25        | 0            | 8 277         | 26,46         | 1           | 1            | 1             |
|                                                              | Péyi Guyane (Péyi G)                                         | 970                                                          | 3,62         | 0            |              |               |               | 0           | Nv           |               |
|                                                              | La France insoumise (LFI)                                    | 812                                                          | 3,03         | 0            | 0            | en stagnation |               |             |              |               |
|                                                              | Walwari                                                      | 436                                                          | 1,63         | 0            | 0            | en stagnation |               |             |              |               |
| Total Nouvelle Union populaire écologique et sociale (NUPES) | Total Nouvelle Union populaire écologique et sociale (NUPES) | 6 040                                                        | 22,53        | 0            | 8 277        | 26,46         | 1             | 1           | 1            |               |
|                                                              |                                                              | La République en marche - Guyane rassemblement (LREM - GR)   | 3 754        | 14,00        | 0            | 7 014         | 22,42         | 0           | 0            | 1             |
| Total Ensemble (ENS)                                         | Total Ensemble (ENS)                                         | 3 754                                                        | 14,00        | 0            | 7 014        | 22,42         | 0             | 0           | 1            |               |
|                                                              |                                                              | Guyane rassemblement (GR)                                    | 2 349        | 8,76         | 0            |               |               |             | 0            | en stagnation |
|                                                              | Les Républicains (LR)                                        | 1 303                                                        | 4,86         | 0            | 0            | en stagnation |               |             |              |               |
| Total Union de la droite et du centre (UDC)                  | Total Union de la droite et du centre (UDC)                  | 3 652                                                        | 13,62        | 0            | 0            | en stagnation |               |             |              |               |
|                                                              | Tròp Violans (TV)                                            | Tròp Violans (TV)                                            | 3 122        | 11,64        | 0            | 6 951         | 22,22         | 0           | 0            | Nv            |
|                                                              | Mouvement de décolonisation et d'émancipation sociale (MDES) | Mouvement de décolonisation et d'émancipation sociale (MDES) | 2 601        | 9,70         | 0            | 9 038         | 28,89         | 1           | 1            | 1             |
|                                                              | Rassemblement national (RN)                                  | Rassemblement national (RN)                                  | 1 242        | 4,63         | 0            |               |               |             | 0            | Nv            |
|                                                              | Parti socialiste guyanais (PSG)                              | Parti socialiste guyanais (PSG)                              | 416          | 1,55         | 0            | 0             | 1             |             |              |               |
|                                                              | Dissident Guyane rassemblement                               | Dissident Guyane rassemblement                               | 344          | 1,28         | 0            | 0             | Nv            |             |              |               |
|                                                              | Dissident Parti socialiste guyanais                          | Dissident Parti socialiste guyanais                          | 240          | 0,90         | 0            | 0             | Nv            |             |              |               |
|                                                              |                                                              | Dissidente Péyi Guyane                                       | 179          | 0,67         | 0            | 0             | Nv            |             |              |               |
| Dissidents NUPES                                             | Dissidents NUPES                                             | 179                                                          | 0,67         | 0            | 0            | Nv            |               |             |              |               |
|                                                              |                                                              | Debout la France (DLF)                                       | 149          | 0,56         | 0            | 0             | Nv            |             |              |               |
| Total Union pour la France (UPF)                             | Total Union pour la France (UPF)                             | 149                                                          | 0,56         | 0            | 0            | Nv            |               |             |              |               |
|                                                              | Nouvelle force de Guyane (NFG)                               | Nouvelle force de Guyane (NFG)                               | 144          | 0,54         | 0            | 0             | Nv            |             |              |               |
|                                                              | Mouvement Guyane renouveau (MGR)                             | Mouvement Guyane renouveau (MGR)                             | 85           | 0,32         | 0            | 0             | Nv            |             |              |               |
|                                                              | Sans étiquette (SE)                                          | Sans étiquette (SE)                                          | 4 844        | 18,07        | 0            | 0             | en stagnation |             |              |               |
|                                                              |                                                              |                                                              |              |              |              |               |               |             |              |               |
| Suffrages exprimés                                           | Suffrages exprimés                                           | Suffrages exprimés                                           | 26 812       | 96,93        |              | 31 280        | 95,56         |             |              |               |
| Votes blancs                                                 | Votes blancs                                                 | Votes blancs                                                 | 525          | 1,90         | 910          | 2,78          |               |             |              |               |
| Votes nuls                                                   | Votes nuls                                                   | Votes nuls                                                   | 325          | 1,17         | 543          | 1,66          |               |             |              |               |
| Total                                                        | Total                                                        | Total                                                        | 27 662       | 100,00       | 0            | 32 733        | 100,00        | 2           | 2            | en stagnation |
| Abstentions                                                  | Abstentions                                                  | Abstentions                                                  | 75 808       | 73,27        |              | 70 859        | 68,40         |             |              |               |
| Inscrits/Participation                                       | Inscrits/Participation                                       | Inscrits/Participation                                       | 103 470      | 26,73        | 103 592      | 31,60         |               |             |              |               |

#### Résultats par nuance
| Nuance                 | Nuance                 | Nuance                 | Premier tour | Premier tour | Premier tour | Second tour | Second tour | Second tour | Total Sièges | +/-           |
| Nuance                 | Nuance                 | Nuance                 | Voix         | %            | Sièges       | Voix        | %           | Sièges      | Total Sièges | +/-           |
| ---------------------- | ---------------------- | ---------------------- | ------------ | ------------ | ------------ | ----------- | ----------- | ----------- | ------------ | ------------- |
|                        | Régionalistes          | REG                    | 8 896        | 33,18        | 0            | 15 989      | 51,12       | 1           | 1            | 1             |
|                        | Divers gauche          | DVG                    | 7 047        | 26,28        | 0            | 8 277       | 26,46       | 1           | 1            | en stagnation |
|                        | Divers droite          | DVD                    | 4 077        | 15,21        | 0            |             |             |             | 0            | en stagnation |
|                        | Ensemble               | ENS                    | 3 754        | 14,00        | 0            | 7 014       | 22,42       | 0           | 0            | 1             |
|                        | Divers centre          | DVC                    | 1 647        | 6,14         | 0            |             |             |             | 0            | Nv            |
|                        | Rassemblement national | RN                     | 1 242        | 4,63         | 0            | 0           | Nv          |             |              |               |
|                        | Droite souverainiste   | DSV                    | 149          | 0,56         | 0            | 0           | Nv          |             |              |               |
|                        |                        |                        |              |              |              |             |             |             |              |               |
| Suffrages exprimés     | Suffrages exprimés     | Suffrages exprimés     | 26 812       | 96,93        |              | 31 280      | 95,56       |             |              |               |
| Votes blancs           | Votes blancs           | Votes blancs           | 525          | 1,90         | 910          | 2,78        |             |             |              |               |
| Votes nuls             | Votes nuls             | Votes nuls             | 325          | 1,17         | 543          | 1,66        |             |             |              |               |
| Total                  | Total                  | Total                  | 27 662       | 100,00       | 0            | 32 733      | 100,00      | 2           | 2            | en stagnation |
| Abstentions            | Abstentions            | Abstentions            | 75 808       | 73,27        |              | 70 859      | 68,40       |             |              |               |
| Inscrits/Participation | Inscrits/Participation | Inscrits/Participation | 103 470      | 26,73        | 103 592      | 31,60       |             |             |              |               |

### Résultats par circonscription

#### Première circonscription
Siège vacant à la suite de la démission de Gabriel Serville (Péyi Guyane).
| Candidat                 | Candidat                 | Parti                    | Nuance                   | Premier tour | Premier tour | Second tour | Second tour |
| Candidat                 | Candidat                 | Parti                    | Nuance                   | Voix         | %            | Voix        | %           |
| ------------------------ | ------------------------ | ------------------------ | ------------------------ | ------------ | ------------ | ----------- | ----------- |
|                          | Yvane Goua,              | TV                       | REG                      | 3 122        | 20,77        | 6 951       | 43,47       |
|                          | Jean-Victor Castor       | MDES                     | REG                      | 2 601        | 17,30        | 9 038       | 56,53       |
|                          | Boris Chong-Sit          | GR (UDC)                 | DVD                      | 2 349        | 15,62        |             |             |
|                          | Joëlle Prévot-Madère     | SE                       | DVD                      | 1 728        | 11,49        |             |             |
|                          | Thibault Lechat-Véga     | Péyi G (NUPES)           | DVG                      | 970          | 6,45         |             |             |
|                          | Jérôme Harbourg          | RN                       | RN                       | 817          | 5,43         |             |             |
|                          | Philippe Bouba           | LFI (NUPES)              | DVG                      | 812          | 5,40         |             |             |
|                          | Line Létard              | Walwari (NUPES)          | REG                      | 436          | 2,90         |             |             |
|                          | Emmanuel Felissaint      | SE                       | DVG                      | 385          | 2,56         |             |             |
|                          | Rudy Stephenson          | SE                       | DVG                      | 383          | 2,55         |             |             |
|                          | Alix Madeleine           | GR diss.                 | DVC                      | 344          | 2,29         |             |             |
|                          | Christophe Madère        | PSG diss.                | DVG                      | 240          | 1,60         |             |             |
|                          | Rolande Chalco-Lefay     | SE                       | DVG                      | 211          | 1,40         |             |             |
|                          | Mylène Mathieu           | Péyi G diss.             | DVG                      | 179          | 1,19         |             |             |
|                          | Myrtha Cattier           | NFG                      | DVG                      | 144          | 0,96         |             |             |
|                          | Aurore Sagne             | SE                       | DVG                      | 116          | 0,77         |             |             |
|                          | Jessika Delar-René       | SE                       | DVG                      | 112          | 0,74         |             |             |
|                          | Yari Contout             | MGR                      | DVG                      | 85           | 0,57         |             |             |
|                          |                          |                          |                          |              |              |             |             |
| Votes valides            | Votes valides            | Votes valides            | Votes valides            | 15 034       | 96,72        | 15 989      | 93,74       |
| Votes blancs             | Votes blancs             | Votes blancs             | Votes blancs             | 303          | 1,95         | 688         | 4,03        |
| Votes nuls               | Votes nuls               | Votes nuls               | Votes nuls               | 207          | 1,33         | 379         | 2,22        |
| Total                    | Total                    | Total                    | Total                    | 15 544       | 100          | 17 056      | 100         |
| Abstention               | Abstention               | Abstention               | Abstention               | 41 453       | 72,73        | 39 947      | 70,08       |
| Inscrits / participation | Inscrits / participation | Inscrits / participation | Inscrits / participation | 56 997       | 27,27        | 57 003      | 29,92       |

#### Deuxième circonscription
Député sortant : Lénaïck Adam (La République en marche - Guyane rassemblement).
| Candidat                 | Candidat                   | Parti                    | Nuance                   | Premier tour | Premier tour | Second tour | Second tour |
| Candidat                 | Candidat                   | Parti                    | Nuance                   | Voix         | %            | Voix        | %           |
| ------------------------ | -------------------------- | ------------------------ | ------------------------ | ------------ | ------------ | ----------- | ----------- |
|                          | Lénaïck Adam               | LREM - GR (ENS)          | ENS                      | 3 754        | 31,87        | 7 014       | 45,87       |
|                          | Davy Rimane                | SE (NUPES)               | DVG                      | 2 510        | 21,31        | 8 277       | 54,13       |
|                          | Manuel Jean-Baptiste       | SE                       | REG                      | 1 425        | 12,10        |             |             |
|                          | Christophe Yanuwana Pierre | SE (NUPES)               | REG                      | 1 312        | 11,14        |             |             |
|                          | Jean-Philippe Dolor        | LR (UDC)                 | DVC                      | 1 303        | 11,06        |             |             |
|                          | Gillermo Jojé              | SE                       | DVG                      | 484          | 4,11         |             |             |
|                          | Virginie Thomas            | RN                       | RN                       | 425          | 3,61         |             |             |
|                          | Wender Karam               | PSG                      | DVG                      | 416          | 3,53         |             |             |
|                          | Jenny Bunch                | DLF (UPF)                | DSV                      | 149          | 1,27         |             |             |
|                          |                            |                          |                          |              |              |             |             |
| Votes valides            | Votes valides              | Votes valides            | Votes valides            | 11 778       | 97,19        | 15 291      | 97,54       |
| Votes blancs             | Votes blancs               | Votes blancs             | Votes blancs             | 222          | 1,83         | 222         | 1,42        |
| Votes nuls               | Votes nuls                 | Votes nuls               | Votes nuls               | 118          | 0,97         | 164         | 1,05        |
| Total                    | Total                      | Total                    | Total                    | 12 118       | 100          | 15 677      | 100         |
| Abstention               | Abstention                 | Abstention               | Abstention               | 34 355       | 73,92        | 30 912      | 66,35       |
| Inscrits / participation | Inscrits / participation   | Inscrits / participation | Inscrits / participation | 46 473       | 26,08        | 46 589      | 33,65       |